# Кузьменко Ігор Сергійович
І́гор Сергі́йович Кузьме́нко (нар. 2 липня 1987, Іллічівськ) — український актор і танцюрист, керівник мережі студій танцю «K.I.T Dance Studio», суддя міжнародної категорії з латиноамериканських та європейських танців[джерело?]. Переможець телевізійного проекту «Танці з зірками» 2017 р. в парі з Наталією Могилевською.

## Життєпис
Народився 2 липня 1987 в Іллічівську, нині Чорноморськ, у родині інженерів. Мати — Світлана Віталіївна Кузьменко, батько — Сергій Михайлович Кузьменко. Ігор — онук Михайла Федоровича Кузьменка. Має старшу сестру Тетяну, яка є його партнеркою як у танцях, так й у власній танцювальній студії.
Закінчив Одеський національний морський університет, факультет транспортних технологій та систем. Також закінчив школу театральної майстерності ім. Віри Холодної при Одеській кіностудії.
Починав танцювати в Іллічівську із семи років. Один із найбільш титулованих танцюристів України . Володар кубка України, неодноразовий призер чемпіонатів  України та Європи. Хореограф, тренер, модель. Суддя міжнародної категорії з латиноамериканських та європейських танців. Як кіноактор узяв участь у зйомках декількох російськомовних серіалів — «Спецзагін „Шторм“», «Останній яничар»,  «Світло та тінь маяка» та інших. 
Живе в Одесі, займається танцями, розвитком танцювальної студії, знімається в кіно.

## Телевізійні шоу
- Переможець четвертого сезону телевізійного проекту «Танці з зірками» [3]. Партнер Наталі Могилевської.

## Фільмографія
1. рос. «Волчица» (серіал, 2006—2007)
2. рос. «Держи меня крепче» (серіал, 2007 — …)
3. рос. «Танец нашей любви» (серіал, 2011) … Кирилл
4. рос. «Спецотряд „Шторм“» (серіал, 2013) … Калинин
5. рос. «Последний янычар» (серіал, 2014 — …) … Архип
6. рос. «Свет и тень маяка» (серіал, 2016 — …) … Филя